# Saint-Patrice-de-Claids
Saint-Patrice-de-Claids is een gemeente in het Franse departement Manche (regio Normandië) en telt 163 inwoners (1999). De plaats maakt deel uit van het arrondissement Coutances.

## Geografie
De oppervlakte van Saint-Patrice-de-Claids bedraagt 5,6 km², de bevolkingsdichtheid is 29,1 inwoners per km².
De onderstaande kaart toont de ligging van Saint-Patrice-de-Claids met de belangrijkste infrastructuur en aangrenzende gemeenten.

## Demografie
Onderstaande figuur toont het verloop van het inwonertal (bron: INSEE-tellingen).

1. ↑  Populations de référence 2022.